# Martella lineatipes
Martella lineatipes là một loài nhện trong họ Salticidae.
Loài này thuộc chi Martella. Martella lineatipes được Frederick Octavius Pickard-Cambridge miêu tả năm 1900.